# Seahawks Gdynia 2019
Questa voce raccoglie le informazioni riguardanti i Seahawks Gdynia nelle competizioni ufficiali della stagione 2019.

## Roster
| Roster dei Seahawks Gdynia (2019) |
| --- |
| Quarterback - 2 Jason Dandre Smith - 3 Mateusz Kroć Running Back - 2 Jan Domagała - 7 Adam Górczyński - 10 Szymon Syposz - 40 Dariusz Pepliński - 44 Miłosz Góralski Wide Receiver - 8 Piotr Rudnicki - 14 Jakub Kozłowski - 16 Mateusz Miotke - 23 Jakub Mazan - 81 Zbigniew Jost - 84 Wojciech Szubert - 86 Michał Jarocki - 87 Paweł Wódkowski - 87 Filip Pikiel - 89 Paweł Fabich - 94 Tymoteusz Dubiński Offensive Linemen - 61 Michał Wojewódka - 65 Bartosz Klechowicz - 68 Paweł Kiedrowski - 68 Jan Stenka - 69 Mateusz Piernicki - 71 Paweł Głodowski - 73 Jakub Krystecki - 77 Tomasz Peciak - 78 Jan Chojnowski Defensive Linemen - 37 Arkadiusz Soberski - 43 Karol Rudzki - 53 Kacper Ruczyński - 75 Arkadiusz Cieślok - 79 Maciej Suchanowski - 92 Jakub Stachyra - 93 Wojciech Daniszewski - 98 Dariusz Ankiewicz Linebacker - 1 Michael Barron Miller - 5 Hubert Chudy - 39 Karol Mazajło - 41 Paweł Probierz - 42 Rafał Michoń - 47 Marcin Dubicki - 52 Szymon Wica - 57 Marcin Rynkowski - 91 Jarosław Wolnik - 99 Bartosz Domżalski Defensive Back - 9 Kacper Rokiciński - 11 Maciej Siemaszko - 14 Jakub Fabich - 17 Grzegorz Piotrowski - 18 Grzegorz Terlecki - 21 Maciej Ćwikliński - 27 Dawid Magrean - 29 Maciej Hałabiś - 32 Kacper Karwowski - 36 Wojciech Przysowa - 50 Marcin Bańbura DB/DL Special Team Coaching staff Mele Mosqueda (HC) |

## Liga Futbolu Amerykańskiego 1 2019

### Stagione regolare
| Łódź 23 marzo 2019, ore 17:00 | Wilki Łódzkie | 7 – 62 (0-21 0-20 0-7 7-14) referto | Seahawks Gdynia | Kompleks boisk przy ulicy Minerskiej\| Arbitro: \| Żołądek \| |
| Arbitro:                      | Żołądek       |                                     |                 |                                                               |

| Gdynia 31 marzo 2019, ore 12:00 | Seahawks Gdynia | 32 – 27 (12-7 14-0 0-13 6-7) referto | Tychy Falcons | Narodowy Stadion Rugby |

| Gdynia 14 aprile 2019, ore 12:00 | Seahawks Gdynia | 25 – 7 (0-0 13-7 0-0 12-0) referto | Warsaw Mets | Narodowy Stadion Rugby\| Arbitro: \| Jurzyk \| |
| Arbitro:                         | Jurzyk          |                                    |             |                                                |

| Białystok 27 aprile 2019, ore 12:00 | Lowlanders Białystok | 22 – 8 (6-0 8-0 0-8 8-0) referto | Seahawks Gdynia | Stadion Miejski\| Arbitro: \| Leoniak \| |
| Arbitro:                            | Leoniak              |                                  |                 |                                          |

| Gdynia 4 maggio 2019 | Seahawks Gdynia | 7 – 42 (0-20 0-8 7-7 0-7) referto | Panthers Wrocław | Stadio Nazionale del Rugby\| Arbitro: \| Ratajczak \| |
| Arbitro:             | Ratajczak       |                                   |                  |                                                       |

| Wyszków 11 maggio 2019 | Rhinos Wyszków | 0 – 72 (0-14 0-22 0-22 0-14) referto | Seahawks Gdynia | Boczne boisko Stadionu Miejskiego w Wyszkowie |

| Sopot 26 maggio 2019 | Seahawks Gdynia | 47 – 20 (7-0 20-7 7-7 13-6) referto | Kraków Kings | Stadion im. Edwarda Hodury\| Arbitro: \| Ratajczak \| |
| Arbitro:             | Ratajczak       |                                     |              |                                                       |

| Olsztyn 2 giugno 2019, ore 12:00 | Olsztyn Lakers | 14 – 55 (0-14 7-20 0-14 7-7) referto | Seahawks Gdynia | Stadion OSiR\| Arbitro: \| Pruszkowski \| |
| Arbitro:                         | Pruszkowski    |                                      |                 |                                           |

### Playoff
| Sopot 8 giugno 2019, ore 17:00 | Seahawks Gdynia | 53 – 0 (21-0 12-0 14-0 6-0) referto | Towers Opole | Stadion im. Edwarda Hodury |

| Breslavia 16 giugno 2019, ore 13:30 | Panthers Wrocław | 52 – 6 referto | Seahawks Gdynia | Stadion Olimpijski |

## Statistiche di squadra
| Competizione      | %Vittorie | In casa | In casa | In casa | In casa | In casa | In casa | In trasferta | In trasferta | In trasferta | In trasferta | In trasferta | In trasferta | Totale | Totale | Totale | Totale | Totale | Totale |
| Competizione      | %Vittorie | G       | V       | N       | P       | Pf      | Ps      | G            | V            | N            | P            | Pf           | Ps           | G      | V      | N      | P      | Pf     | Ps     |
| ----------------- | --------- | ------- | ------- | ------- | ------- | ------- | ------- | ------------ | ------------ | ------------ | ------------ | ------------ | ------------ | ------ | ------ | ------ | ------ | ------ | ------ |
| Stagione regolare | .750      | 4       | 3       | 0       | 1       | 111     | 96      | 4            | 3            | 0            | 1            | 197          | 43           | 8      | 6      | 0      | 2      | 308    | 139    |
| Playoff           | .500      | 1       | 1       | 0       | 0       | 53      | 0       | 1            | 0            | 0            | 1            | 6            | 52           | 2      | 1      | 0      | 1      | 59     | 52     |
| Totale            | .700      | 5       | 4       | 0       | 1       | 164     | 96      | 5            | 3            | 0            | 2            | 203          | 95           | 10     | 7      | 0      | 3      | 367    | 191    |